# أبراج النقل

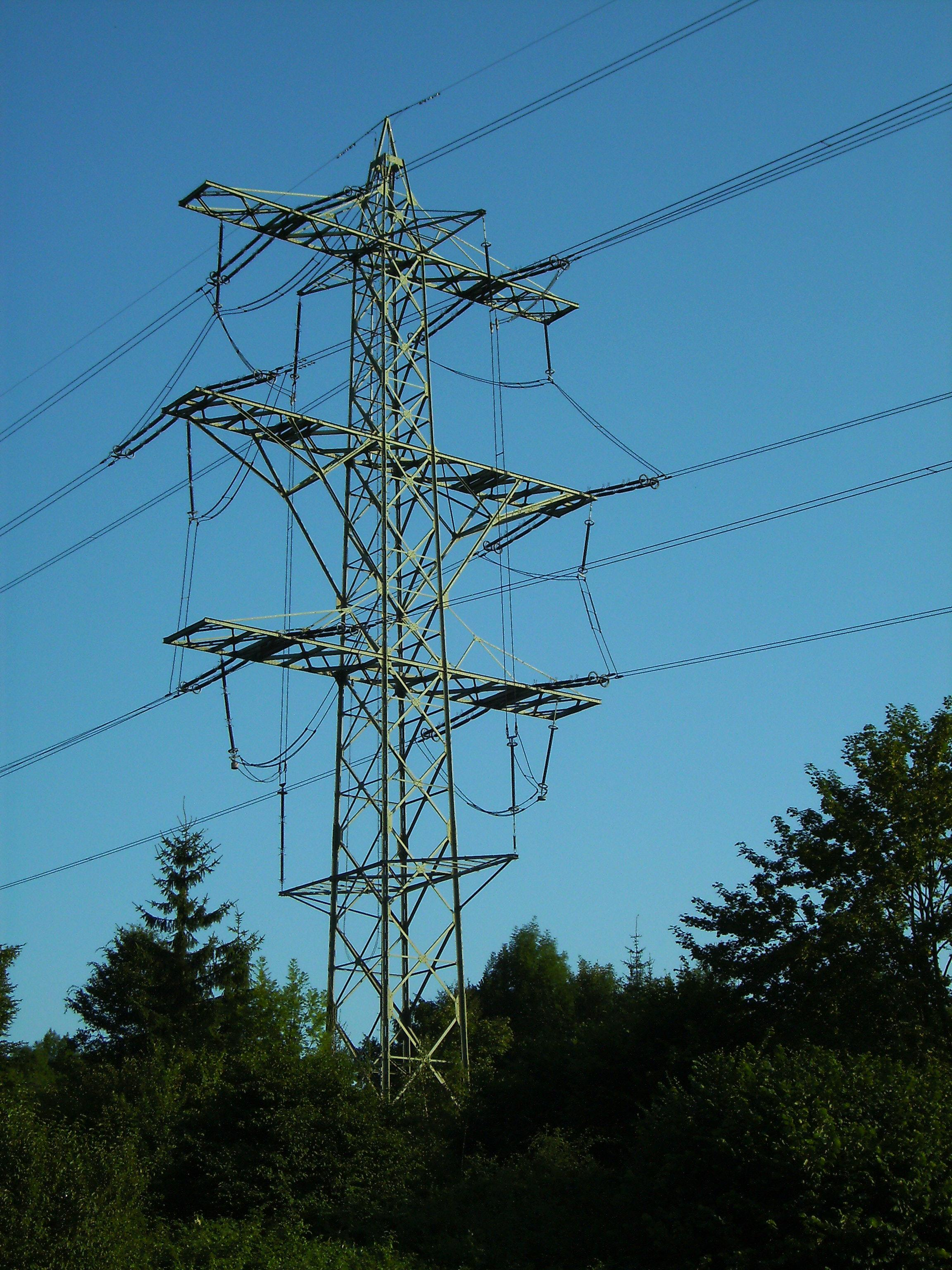
برج نقل الكهرباء

أبراج النقل في نقل الطاقة الكهربية هي الأبراج التي تعمل علي تبديل موصلات نقل القدرة الكهربية في خطوط النقل على مسافات متساوية.
ويتم ذلك التبديل لضمان التماثل بين جميع الموصلات حيث تختلف المعاوقة الكلية لكل موصل كهربائي عن الآخر نتيجة اختلاف الحث الكهربي.
وعل سبيل المثال قد تكون الأوجه على جهة (من أعلى إلي أسفل) A-B-C علي اليسار، و C-B-A على اليمين.
ومن الجهة الأخري B-C-A علي اليسار، و A-C-B علي اليمين.